# M/Y Wiking V
Wiking V var en fritidsmotorbåt från 1911–1912, som ritades av Carl Gustaf Pettersson och byggdes på Löfholmsvarvet i Stockholm för C.G. Pettersson själv.
Wiking V är kravellbyggd på järn- och ekspant. Skrovet är byggt i hondurasmahogny.

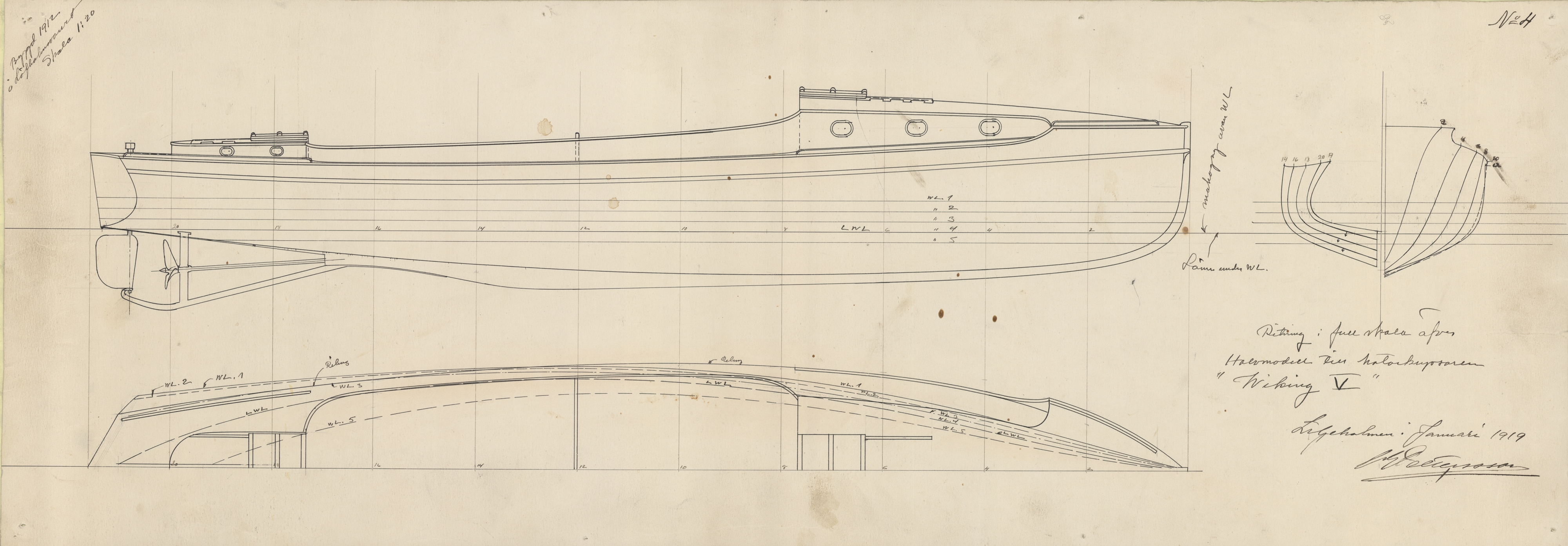
Wiking V, Spantruta, profil- och planritning av Wiking V, 1912.